# Chalazion

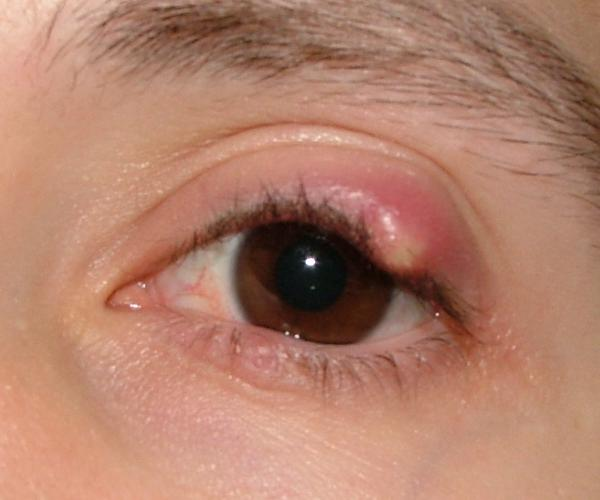
Fors chalazion

Een chalazion (van het Griekse χάλαζα, hagel) of hagelkorrel is een chronische, granulomateuze ontsteking van een kliertje in het ooglid, de klier van Meibom. Het ontstaat doordat de afvoergang van deze klier is afgesloten. Het is vaak een complicatie van een acute infectie van een kliertje van Meibom, een hordeolum internum, dat niet gelijk te stellen is aan een hordeolum externum, dat ook wel als strontje of stiegje bekendstaat. Naast een hordeolum internum moet differentiaaldiagnostisch ook gedacht worden aan een carcinoom van een kliertje van Meibom.

## Verschijnselen
In tegenstelling tot bij een hordeolum internum, waarbij er sprake is van een pijnlijk rood knobbeltje, is een chalazion een pijnloze zwelling net boven of onder de rand van het ooglid. De huid over het tumortje is verschuifbaar. Klassieke ontstekingsverschijnselen ontbreken meestal. Door het ooglid om te klappen kan de (oog)arts zien of er een chalazion dan wel een hordeolum aanwezig is. Het tumortje van een chalazion is aan de conjunctivale zijde van het ooglid namelijk vaak duidelijk zichtbaar.
Als gevolg van druk die het chalazion op de cornea uitoefent, met name als het zich in het bovenooglid bevindt, kan astigmatisme ontstaan waardoor de patiënt slechter gaat zien.

## Behandeling
Een beginnend chalazion kan behandeld worden met warme kompressen.
Een secundaire infectie kan met antibiotische en evt. corticosteroïd oogdruppels behandeld worden. De gezwollen klier kan, zolang dat nog gaat, leeggedrukt worden. Indien dit niet mogelijk is wordt het chalazion, onder lokale verdoving, door insnijden van het ooglid verwijderd. Daarna wordt een wat drukkend verband met oogzalf voor ten hoogste 24 uur gegeven.
Een chalazion kan eenmalig zijn, het kan echter ook voorkomen dat op een andere plaats in het ooglid opnieuw een chalazion ontstaat. Dit wordt dan op de zojuist beschreven wijze behandeld.